# Camouflage (roman)
Pour les articles homonymes, voir Camouflage (homonymie).
Camouflage est un roman de science-fiction écrit par l'écrivain américain Joe Haldeman, paru en 2004. Il n'a pas été édité en Français.
Le prix Nebula du meilleur roman 2005, ainsi que le prix James Tiptree, Jr. 2004 ont été attribués au roman.

## Résumé
Des millions d'années avant la naissance d'Homo sapiens, deux immortels extraterrestres arrivent sur Terre.
En 2019, un artéfact extraterrestre est découvert sur les côtes des îles Samoa, enterré dans le sol océanique.
Les deux extraterrestres, réveillés par la présence de l'artefact, vont essayer de se rencontrer et rechercher leurs buts initiaux.
Le problème est que chacun d'eux n'aura pas les mêmes buts et intentions à l'égard des humains.